# Neogossea acanthocolla
Neogossea acanthocolla is een buikharige uit de familie Neogosseidae. Het dier komt uit het geslacht Neogossea. Neogossea acanthocolla werd in 1991 voor het eerst wetenschappelijk beschreven door Kisielewski. 